# 周薇 (清朝)
周薇，福建莆田人，是一名清朝政治人物。
周薇曾于1713年接替王廷灿任崇明县知县一职，1713年由王文煜接任。